# 6269 Kawasaki
6269 Kawasaki eller 1990 UJ är en asteroid i huvudbältet som upptäcktes den 20 oktober 1990 av den japanska astronomen Takeshi Urata vid Nihondaira-observatoriet. Den är uppkallad efter den japanska astronomen Shun'ichi Kawasaki.
Asteroiden har en diameter på ungefär 3 kilometer och den tillhör asteroidgruppen Vesta.